# Flugplatz Melle-Grönegau
Het vliegveld Melle-Grönegau (Duits: Flughaven Melle-Grönegau) is een klein vliegveld op ongeveer 1,5 kilometer ten oosten van Melle in de Duitse deelstaat Nedersaksen. Het veld bezit een asfaltbaan van 768 x 15 meter en een grasbaan met een lengte van 1100 meter. Het veld wordt gebruikt door zweef- en motorvliegers. Op het vliegveld bevinden zich meerdere zweef- en motorvliegverenigingen. Ook ultralightverkeer vindt plaats op het veld. Het veld heeft de ICAO-code EDXG en is geclassificeerd als "Sonderlandeplatz (special airfield)".
Het veld was kort na de Tweede Wereldoorlog een militaire vliegbasis, bij de  Britse strijdkrachten bekend als Airfield B.115 . Hier stond het privé-vliegtuig van  veldmaarschalk Montgomery vaak geparkeerd.

## Voorzieningen

### Banen
Flugplatz Melle-Grönegau beschikt over de volgende start- en landingsbaan:
- Baan 09-27: lengte 768 meter, asfalt
- Baan 09-27: lengte 1100 meter, gras

### Communicatie
- De ICAO-luchthavenidentificatiecode is EDXG
- Melle info: 122,400 MHz
- Langen radar: 120,575 MHz
- Bremen radar: 119,700 MHz
- Bremen radar South: 126,420 MHz